# 波山

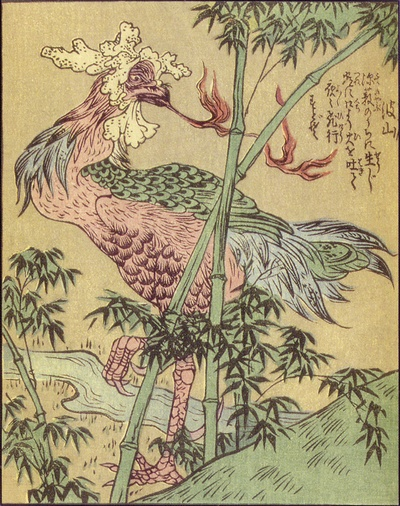
竹原春泉画『繪本百物語』「波山」

波山（ばさん）是伊予（現・愛媛縣）傳說的怪鳥。也稱婆娑婆娑（ばさばさ）、犬鳳凰（いぬほうおう）。江戶時代的奇談集『繪本百物語』中有記述。

## 概要
赤紅色有雞冠的鳥，從口吐出相同赤紅色的火炎。此火炎和狐火同樣的無熱度，不會使物體燃燒。
平常棲息在深山的竹林，鮮少在人前現蹤，但有時會在深夜出現在人類居住的村中，振翅時會發出令人害怕的聲音。別名「婆娑婆娑」就是來自振翅音。察覺聲音的人即使向外窺視，也會忽然消失無蹤。會嚇人，但不會加以危害。

## 脚注
1. 1 2 3  多田克己 『幻想世界の住人たち IV 日本編』 新紀元社〈Truth in fantasy〉、1990年、86-87頁。ISBN 978-4-915146-44-2。
2. ↑  多田克己編 『竹原春泉 絵本百物語 -桃山人夜話-』 国書刊行会、1997年、144-145頁。ISBN 978-4-336-03948-4。
3. ↑  水木茂 『妖怪大図鑑』 講談社〈講談社まんが百科〉、1994年、36頁。ISBN 978-4-06-259008-2。

## 關連項目
- 食火雞